# Os Anos Dourados do Século XX
Os anos dourados de XX, mais precisamente as décadas de 1950 e 1960, constituíram um período caracterizado pelo sentimento de prosperidade que permeou em muitas nações, especialmente as capitalistas.
Após o término dos conflitos da Segunda Guerra Mundial, muitos países se encontravam em uma situação econômica fragilizada, devido aos estragos causados pela guerra. Em resposta a essa conjuntura, essas nações empreenderam esforços para restabelecer e fortalecer suas economias. Os anos dourados de XX representaram precisamente o período em que essas economias se estabilizaram e entraram em um período de desenvolvimento vigoroso, nesse período estima-se que o PIB mundial cresceu 4,9% ao ano.

Algumas das principais características desse período incluíram:

1. Crescimento econômico notável, principalmente nas economias de orientação capitalista.
2. Aumento significativo da população e uma expectativa de vida crescente, causando impactos positivos nas economias.
3. Redução expressiva das taxas de desemprego em diversos países, acompanhada por um substancial melhoria no padrão de vida.
4. Expansão da globalização econômica, com intensificação do comércio internacional e das relações diplomáticas.
5. Avanços tecnológicos significativos, incluindo o surgimento da computação, o início da exploração espacial e a chegada da internet.
6. Progressos notáveis nas áreas de ciência e pesquisa, resultando em avanços nos campos da genética e  da medicina.
7. Emergência de movimentos culturais e sociais impactantes, como o movimento pelos direitos civis nos Estados Unidos, e a contracultura dos anos 1960.